# Георг Албрехт (Източна Фризия)
Георг Албрехт от Източна Фризия (на немски: Georg Albrecht von Ostfriesland; * 13 юни 1690; † 12 юни 1734 в дворец Зандхорст при Аурих) от род Кирксена е от 1708 до 1734 г. четвъртият княз на графство Източна Фризия.
Той е вторият син на княз Христиан Еберхард от Източна Фризия (1665 – 1708) и съпругата му принцеса Еберхардина София фон Йотинген-Йотинген (1666 – 1700), дъщеря на княз Албрехт Ернст I фон Йотинген-Йотинген (1642 – 1683) и първата му съпруга херцогиня Христина Фридерика фон Вюртемберг (1644 – 1674)). Внук е на княз Георг Христиан от Източна Фризия и принцеса Христина Шарлота фон Вюртемберг.

## Фамилия
Георг Албрехт се жени на 24 (23) септември 1709 г. в Идщайн за княгиня Кристиана Луиза фон Насау-Идщайн (* 31 март 1691 в Идщайн; † 13 април 1723 в Аурих), най-възрастната дъщеря на княз Георг Август фон Насау-Идщайн (1665 – 1721) и съпругата му принцеса Хенриета Доротея фон Йотинген-Йотинген (1672 – 1728), дъщеря на княз Албрехт Ернст I фон Йотинген-Йотинген и Христина Фридерика фон Вюртемберг. Тя умира на 34 години на 13 април 1723 г. 
- Карл Едуард (Едцард) (* 18 юни 1716; † 25 май 1744), княз на Източна Фризия, женен на 25 май 1634 г. за маркграфиня Вилхелмина София фон Бранденбург-Байройт (1714 – 1749), дъщеря на маркграф Георг Фридрих Карл фон Бранденбург-Байройт и принцеса Доротея фон Шлезвиг-Холщайн-Зондербург-Бек

Той се жени втори път на 8 декември 1723 г. в Берум за маркграфиня София Каролина фон Бранденбург-Кулмбах (* 31 март 1707 във Веферлинген; † 7 юни 1764 при Копенхаген), най-малката дъщеря на маркраф Христиан Хайнрих фон Бранденбург-Кулмбах (1661 – 1708) и графиня София Христиана фон Волфщайн (1667 – 1737). Тя е сестра на датската кралица София Магдалена (1700 – 1770), омъжена 1721 за крал Кристиан VI от Дания и Норвегия.